# 月に足跡を残した少女達は一体何を見たのか…
月に足跡を残した少女達は一体何を見たのか…（つきにあしあとをのこしたしょうじょたちはいったいなにをみたのか）は、日本の女性アイドルグループ。プラチナムピクセル所属。通称は、ツキアト。

## 概要
月面着陸という偉業を成し遂げた人々に続く、偉業を成し遂げるアイドルになることをコンセプトに6人組アイドルユニット「月に足跡を残した6人の少女達は一体何を見たのか…」として結成。2021年3月27日にduo MUSIC EXCHANGEにてデビューした。
2021年1月に始動した「新アイドルプロジェクト」の中で“月”をコンセプトにしたアイドルグループとして発表され、同じく“太陽”をコンセプトにしたテラス×テラスとは姉妹グループの関係にあたる。プラチナムの女性アイドルグループとしては最も長い名称である。
2025年3月、グループ名を「月に足跡を残した少女達は一体何を見たのか…」に改称。

## 略歴

### 2021年
- 1月8日、YouTube上で「新アイドルプロジェクト」の始動を発表[3]。参加メンバーは15人で、前年9月に2泊3日の合宿が行なわれ、12月に“太陽”と“月”という異なるコンセプトのアイドルグループを2組始動することとそのグループ分けをメンバー自身で選択することが発表された[3]。
- 1月15日、グループが決まる模様を収めた動画を公開[4]。同時にグループ名が解禁となり、“太陽”をコンセプトにしたグループがテラス×テラス、“月”をコンセプトにしたグループが月に足跡を残した6人の少女達は一体何を見たのか…とそれぞれ発表された[4]。
- 3月27日、duo MUSIC EXCHANGEにてデビューライブを開催[1]。楽曲「月に足跡を遺せ」のミュージック・ビデオを公開[1]。
- 9月5日、オフィシャルサイトを開設[5]。

### 2022年
- 3月19日、新曲「声を上げろ」のミュージック・ビデオが公開され、あわせて新ビジュアルも発表された[6]。
- 3月26日、Shibuya Spotify O-WESTにて「ツキアト×テラテラ1周年記念対バンライブ」を開催[2]。新曲「愛は君だ。」「弓張月」を初披露したほか、楽曲のサブスクリプション解禁を発表[2]。
- 5月28日、デビューアルバム『声を上げろ』をデジタルリリース[7]。
- 6月5日、公式ファンクラブを開設[8]。
- 8月6日、TOKYO IDOL FESTIVAL 2022に初出場[9]。台風の影響で中止になった前年から1年越しでの出場となった[9]。
- 12月30日、新宿FACEにて1stワンマンライブ「年末スペシャルワンマンライブ＜First String＞ 」を開催[10]。

### 2023年
- 3月、「静寂BROKEN」（サイレント・ブロークン）がテレビ朝日のバラエティ番組『満パンスター2023 -さらば&三四郎が3月にライブすることだけ決まってる番組-』のエンディングテーマ曲に使用される[11]。
- 3月4日、新宿ReNYにて2ndワンマンライブ「Selenéde」開催。4名の生バンド[注 1]を従えてのパフォーマンスを実現した。
- 8月、「My Monster」がテレビ朝日の音楽番組『musicる TV』のエンディングテーマ曲に使用される[13]。
- 10月8日、GARDEN新木場Factoryにて3rdワンマンライブ「Stargazer」を開催。新曲『エルファリンスル』を初披露[14]。

### 2024年
- 3月16日 - 5月4日、5大都市ツアー『Artemis』を開催[14]。
- 8月25日、白金高輪SELENE b2にて「夏目一花卒業公演」を開催。同日をもって夏目が卒業し、5人体制となった[15]。

### 2025年
- 3月25日 - 渋谷WWW Xにて4周年ワンマンライブを開催。「月に足跡を残した少女達は一体何を見たのか…」に改称。

## メンバー
| 名前                    | 愛称   | 生年月日（年齢）       | 出身地 | 備考                                                                 |
| ----------------------- | ------ | ---------------------- | ------ | -------------------------------------------------------------------- |
| 葵 音琴 あおい ねこと   | ねこ   | 2002年12月22日（22歳） | 埼玉県 | 2025年、大学を卒業。教員免許を取得。                                 |
| 苗加 結菜 なえか ゆうな | ゆうな | 2001年9月5日（23歳）   | 北海道 | 2021年度A-class                                                      |
| 羽﨑 ほの はざき ほの   | ほの   | 2002年2月3日（23歳）   | 千葉県 |                                                                      |
| 早﨑 優奈 はやさき ゆな | ゆな   | 2000年8月21日（24歳）  | 東京都 | リーダー                                                             |
| 美南 れな みなみ れな   | れなち | 2003年9月9日（21歳）   | 埼玉県 | 元Shibu3 projectブルークラス 旧名：竹内渚沙 安藤汐音（HACK）はいとこ |

### 旧メンバー
| 名前                    | 愛称   | 生年月日（年齢）      | 出身地   | 在籍期間             | 備考                                                                     |
| ----------------------- | ------ | --------------------- | -------- | -------------------- | ------------------------------------------------------------------------ |
| 夏目 一花 なつめ いちか | なつめ | 2003年9月13日（21歳） | 神奈川県 | 結成 - 2024年8月25日 | 元Shibu3 projectグリーンクラス 旧名：栗田望海 白金高輪seleneb2にて卒業。 |

## 作品

### アルバム
| # | タイトル   | 発売日        | 販売形態 | 収録内容 |
| - | ---------- | ------------- | -------- | --- |
| 1 | 声を上げろ | 2022年5月28日 | デジタル | 1. 声を上げろ 作詞・作曲：Junxix. 2. 月に足跡を遺せ 作詞・作曲：Junxix. 3. エンドレスラビリンス 作詞・作曲：Junxix. 4. Dreaming 少年 作詞・作曲：Sean 5. Moon Light 作詞・作曲：Junxix. 6. Stand UP 作詞・作曲：Junxix. 7. 弓張月 作詞・作曲：Junxix. 8. 愛は君だ。 作詞・作曲：Junxix. |

### 楽曲
- b o k u t o w a
- アオナツ
- エンドレストリック
- ETERNAL MOON
- シリウス
- 静寂BROKEN
- 針はもう止めるな
- オーバーキル
- My Monster
- Summer Paradox
- エルファリンスル
- Artemis

## ライブ・イベント

### ワンマンライブ
- 年末スペシャルワンマンライブ＜First String＞（2022年12月30日、新宿FACE）
- 2ndワンマンライブ　selenede (2023年3月4日、新宿Reny）
- 3rdワンマンライブ　Star gazer（2023年10月8日、Garden新木場Factory)
- 5大都市ツアー「Artemis」（2024年）[14]
  - 3月16日：福岡 Beat Station
  - 3月24日：大阪 アムホール
  - 3月30日：仙台 LIVE HOUSE enn 2nd
  - 4月13日：名古屋 新栄シャングリラ
  - 5月4日：EX THEATER ROPPONGI
- 4周年ワンマンライブ「～Voyage～」（2025年3月25日、渋谷WWW X）

### イベント・参加ライブ
主なもの
2021年
- アイドルアラモード Vol.4（10月23日、KT Zepp Yokohama）
- ZAWA Fes.2021 WINTER（12月4日 - 5日、埼玉・ジャパンパビリオン ホールA）

2022年
- New Year Premium Party（1月2日、お台場周辺エリア）
- ツキアト×テラテラ 1周年記念対バンライブ（3月26日、Shibuya Spotify O-WEST）
- miniTIF vol.74（4月24日、白金高輪SELENE b2）
- TOKYO IDOL FESTIVAL 2022（8月6日、お台場・青海周辺エリア）

## 出演

### テレビ番組
- チョコプラインタビュー（2022年6月27日、ABEMA）
- ランジャタイのがんばれ地上波!（2022年11月1日、テレビ朝日） - 葵のみ。
- シェア!（2022年11月21日、福島放送）
- チコちゃんに叱られる!（2023年6月23日、NHK総合）
「頭がいいってなに？」の検証VTRで、FUJIWARA原西孝幸と共演[17]。

### ラジオ
- りゅうちぇると高見奈央のiDOL on-line ! （2021年11月10日、渋谷クロスFM）
- 60TRY部（2022年1月19日・3月23日、アール・エフ・ラジオ日本）

## 書籍

### 雑誌
- 週刊アスキー No.1389（2022年5月31日、角川アスキー総合研究所） - 葵のみ。
- 週刊アスキー No.1390（2022年6月7日、角川アスキー総合研究所） - 葵のみ。
- 週刊SPA!（2022年8月2日、扶桑社） - 苗加のみ。
- BIG ONE GIRLS Graph No.5（2022年12月22日、ジャパンプリント） - 苗加のみ。
- IDOL FILE Vol.27 & Vol.28 Lolita&Gothic（2022年12月23日、ロックスエンタテインメント） - 苗加のみ。
- BIG ONE GIRLS 3月号（2023年1月31日、ジャパンプリント）